# Melville Rogers
Melville Falkner Rogers, född 5 januari 1899 i Ottawa, död där 26 september 1973, var en kanadensisk vinteridrottare som var aktiv inom konståkning under 1920-talet. Han medverkade vid olympiska vinterspelen 1924 i singel herrar och i par, han kom på sjunde plats i båda tävlingarna. Hans medtävlande i par var Cecil Smith. Han var anmäld till olympiska vinterspelen 1932 i par, men startade inte den gången.